# 神誕
神誕是指神佛的生日，廣義也包括神佛的成道日、得道日之類的日子，日本稱為緣日。神誕的前數日開始會有洗街、祭祀、進香、遊神等儀式，信眾們大多相信在這個時期參拜的話，會比較靈驗。舉行神誕慶典的廟宇境內，往往也有伴隨廟會、歌台、戲台、花車等活動。

## 主要誕期
由於地域文化差異，同一神佛於不同地區的誕期的傳說也可能不同，如漢傳佛教與南傳佛教之佛誕不同；中國、琉球的媽祖誕不同，還有些則可能是官方生日。

### 大中華地區

#### 正月
- 元始天尊－正月初一日（一說冬至）
- 車公真人－正月初二日
- 孫天醫真人－正月初四日
- 玄壇真君－正月初五日（下凡日）
- 清水祖師－正月初六日（誕生日）
- 關聖帝君－正月十三日（成道日）
- 三一教主－正月十四日
- 五殿閻王－正月初八日
- 玉皇上帝－正月初九日（玉皇誕）
- 天官大帝－正月十五日（元宵節）
- 臨水夫人－正月十五日（誕生日）
- 紫姑－正月十五日（迎神日）
- 門神－正月十六日
- 妙應仙妃-正月二三日

#### 二月
- 太陽星君－二月初一日（一說三月十九日）
- 一殿閻王－二月初一日
- 濟公禪師－二月初二日
- 土地公－二月初二日（春社、聖誕日）
- 文昌帝君－二月初三日
- 三殿閻王 －二月初八日
- 彌勒佛 －二月初八日
- 洪聖大王－ 二月十三日
- 太上老君－二月十五日
- 岳武穆王－二月十五日
- 九天玄女－二月十五日
- 開漳聖王－二月十六日
- 四殿閻王－二月十八日
- 觀音菩薩－二月十九日（聖誕日）
- 普賢菩薩－二月廿一日
- 廣澤尊王－二月廿二日（聖誕日）
- 巾山國王（大王公）－二月廿五日

#### 三月
- 二殿閻王－三月初一日
- 玄天上帝－三月初三日
- 妙見菩薩－三月初三日
- 軒轅黃帝－三月初三日（黃帝祭）
- 何仙姑－三月初七日
- 輔信王公－三月初八日
- 六殿閻王－三月初八日
- 保生大帝－三月十五日
- 玄壇真君－三月十五日（誕生日）
- 準提菩薩－三月十六日（一說三月初六）
- 虛空藏菩薩－三月十六日
- 註生娘娘－三月二十日
- 天上聖母－三月廿三日（天后寶誕，部份地區有所調整）
- 多寶如來－三月廿五日
- 倉頡先師－三月廿八日
- 東嶽大帝－三月廿八日

#### 四月
- 八殿閻羅王－四月初一日
- 文殊菩薩－四月初四日
- 比干－四月初四日
- 釋迦牟尼佛－四月初八（聖誕日）
- 文始真君－四月初八日
- 九殿閻羅王－四月初八日
- 譚公－四月初八日
- 蘇府大王爺－四月十二日
- 呂純陽祖師－四月十四日
- 漢鍾離祖師－四月十五日
- 林邊鎮安宮岳府千歲－四月十五日
- 金花娘娘－四月十七日
- 十殿閻羅王－四月十七日（一作四月廿七日）
- 華佗仙師－四月十八日（華陀誕）
- 托塔李天王－四月廿一日
- 神農大帝－四月廿六日（一作四月廿八日）

#### 五月
- 新莊大眾老爺－五月初一日
- 玄壇真君－五月初五日（飛昇日）
- 清水祖師－五月初六日（成道日）
- 魯班祖師－五月初七日（又作六月十三日、十二月二十日）
- 龍母- 五月初八日
- 女媧娘娘－五月初九日（大福補天宮）
- 關平太子－五月十三日
- 城隍尊神－五月十三日（台北霞海城隍廟和松山霞海城隍廟，其它各地不同）
- 張道陵天師－五月十八日（聖誕日）
- 呂純陽祖師－五月二十日（得道日）

#### 六月
- 韋馱菩薩－六月初三日
- 井神－六月十一日
- 卓祖真人－六月十二日
- 魯班祖師－六月十三日（其它有作五月初七日、十二月二十日）
- 城隍尊神－六月十五日（台中城隍廟和草屯惠德宮，其它各地不同）
- 楊聖侯王－六月十六日
- 池府千歲－六月十八日
- 觀音佛祖－六月十九日（成道日）
- 關聖帝君－六月廿四日（又作五月十三日）
- 三山國王明山國王（二王公）－六月廿五日

#### 七月
- 織女娘娘－七月初七日（七夕、七姐誕、七娘媽生）
- 魁星星君－七月初七日
- 大勢至菩薩-七月十三日
- 鐵拐李真人－七月初十日
- 開臺聖王－七月十四日
- 地官大帝－七月十五日（中元節）
- 西王金母娘娘－七月十八日
- 太歲星君－七月十九日
- 玄壇真君、增福財神－七月廿二日（財神節）
- 法主公－七月廿三日
- 地藏菩薩－七月三十日

#### 八月
- 靈寶天尊－八月初一日（一說夏至）
- 法主歐仙姑－八月初一日
- 司命灶君－八月初三（誕生日）
- 太乙天尊－八月初八日（成道日）
- 曹國舅真人－八月初十日
- 太陰星君－八月十五日
- 孔融先師－八月十五日
- 土地公－八月十六日（秋節祭日）
- 杜康先師－八月十八日
- 燃燈佛－八月廿二日
- 廣澤尊王－八月廿二日（成道日）
- 黃大仙－八月廿三日
- 孔子先師－八月廿七日

#### 九月
- 五瘟使者－九月初三日
- 摩利支菩薩－九月初九日
- 斗姥星君－九月初九日
- 九皇大帝－九月初九日（九皇爺誕）
- 中壇元帥（太子爺）－九月初九日
- 火德真君－九月初九日
- 孟婆夫人－九月十三日
- 觀音菩薩－九月十九日（出家日）
- 三山國王獨山國王（三王公）－九月廿五日
- 藥師佛－九月三十日

#### 十月
- 張果老真人－十月初十日
- 水官大帝－十月十五日（下元節）
- 地母至尊－十月十八日
- 青山王－十月廿二日
- 周倉將軍－十月廿三日
- 感天大帝－十月廿五日

#### 十一月
- 韓湘子真人－十一月初九日
- 太乙天尊－十一月十一日
- 阿彌陀佛－十一月十七日
- 廣惠尊王－十一月廿六日
- 翠峰岩聖母娘娘- 十一月廿七日

#### 十二月
- 釋迦牟尼佛－十二月初八日（成道日）
- 太素元君－十二月十二日（百福節）
- 土地公－十二月十六（尾牙日）
- 多寶如來－十二月廿一日（成道日）
- 司命灶君－十二月廿四（登天日）
- 送神日－十二月廿四日
- 紫姑夫人－十二月三十日（成道日）